# 葵涌醫院

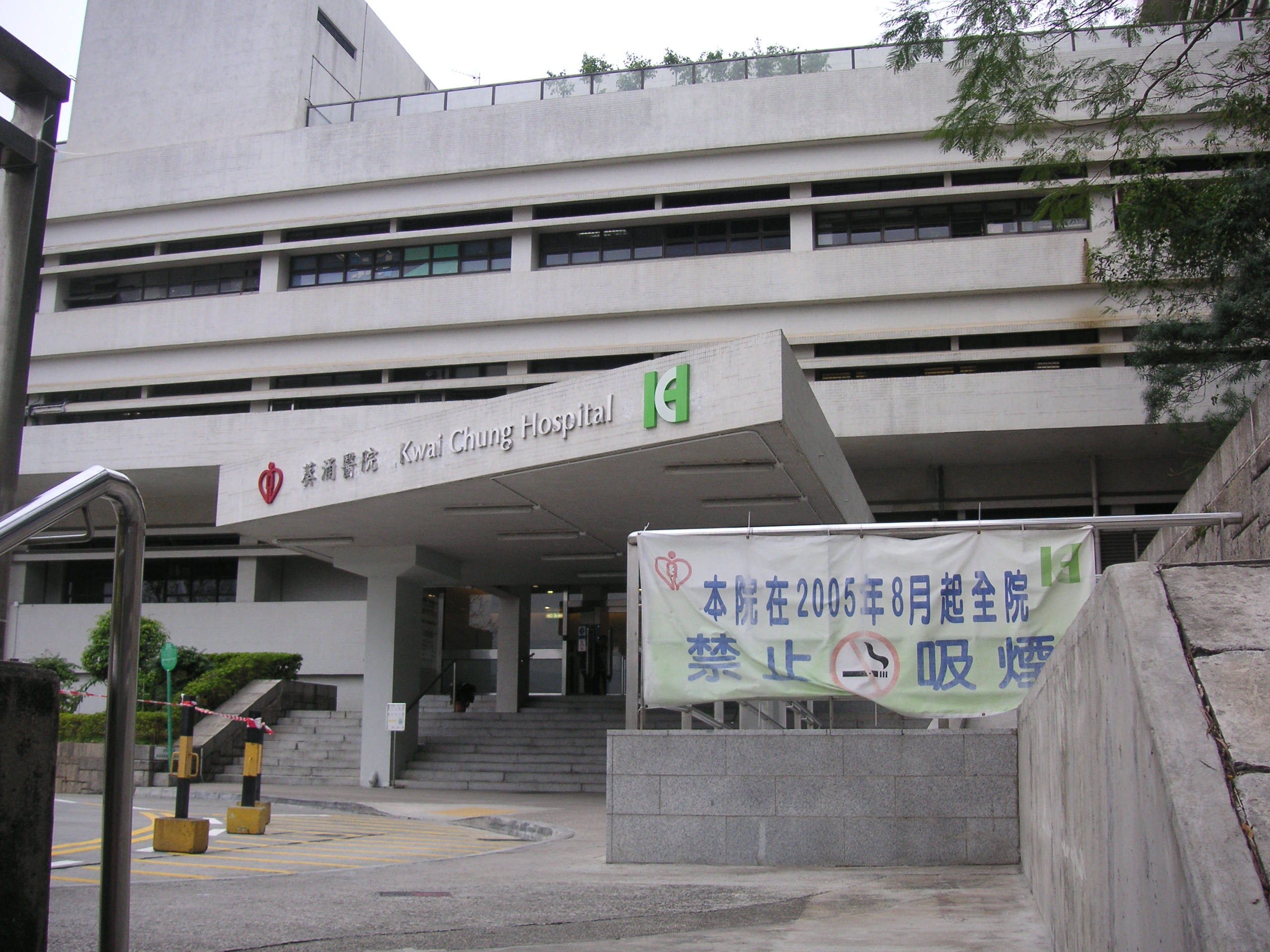
重建工程開展前的葵涌醫院入口

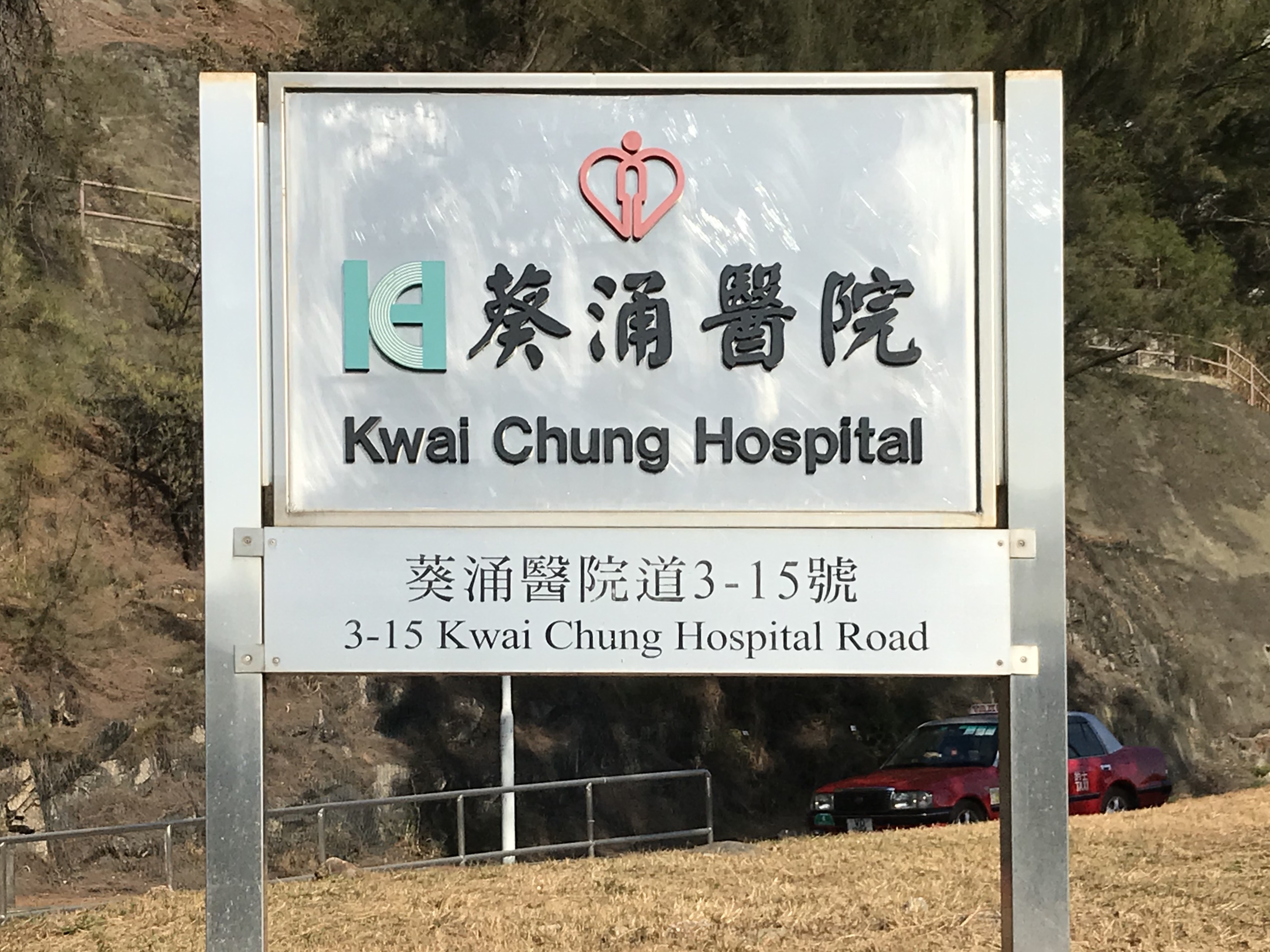
位於入口之舊銘牌及地址

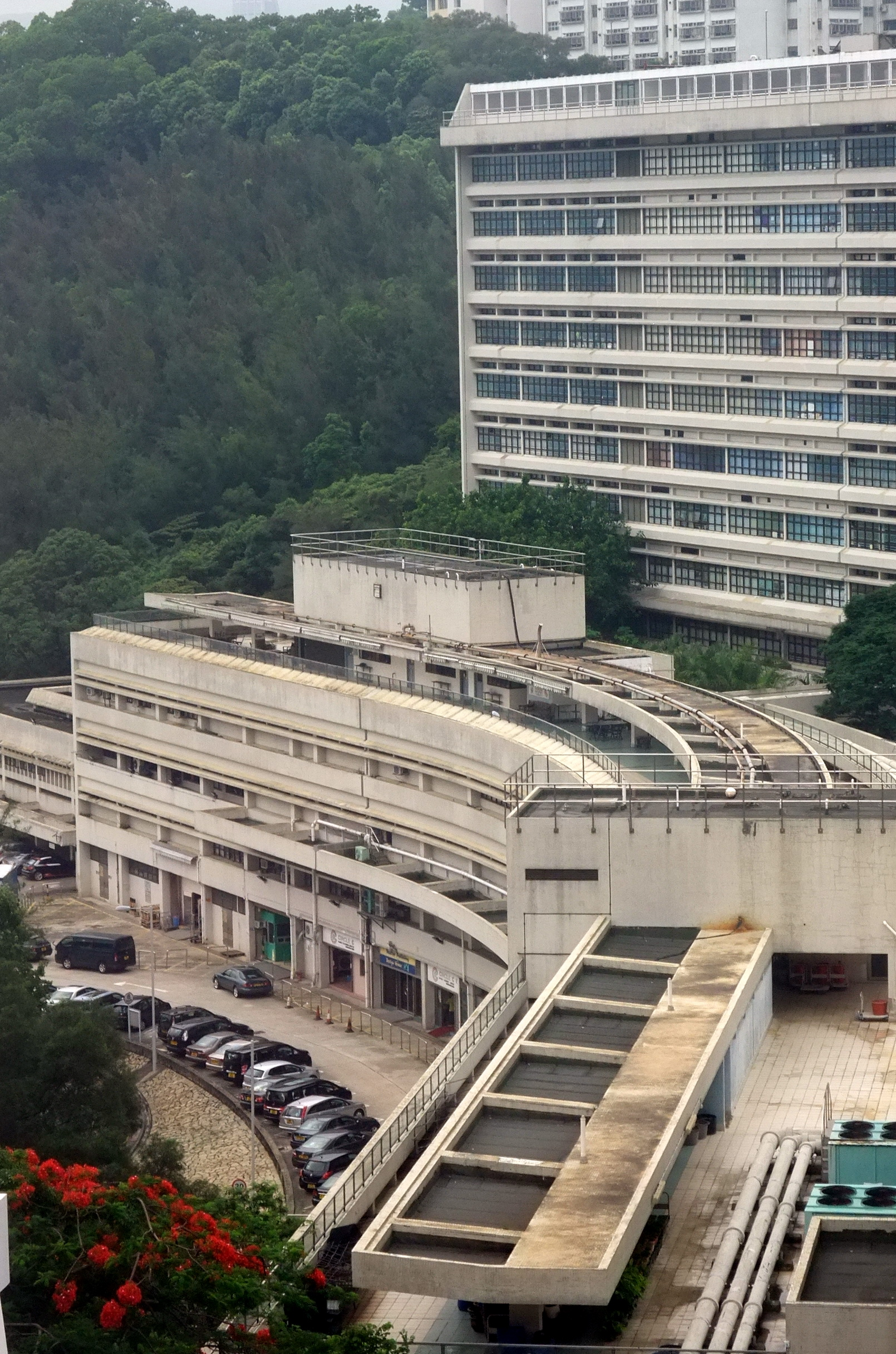
從瑪嘉烈醫院K座向北眺望重建前的葵涌醫院

葵涌醫院（英語：Kwai Chung Hospital），是香港醫院管理局轄下的一所精神科醫院，醫院管理局內部代碼：KCH，位於新界葵青區下葵涌荔景葵涌醫院路3-15號，毗鄰瑪嘉烈醫院。醫院為新界西南和九龍區的精神病病人提供評估、治療與住院服務。病床逾900張，連同轄下分別於油麻地、下葵涌及東九龍的精神科診所，全院共有約1,300名人員。

## 服務
葵涌醫院主要提供成人精神科服務，分為長期與急症服務，專科包括兒童及青少年精神科、社區精神科、老齡精神科等。專職醫療服務亦包括如物理治療、職業治療和臨床心理學等。
葵涌醫院於西九龍及東九龍兩間精神科中心亦有提供專科門診及日間醫院服務給予精神病康復病人。另外，醫院亦提供臨床實習予香港大學、香港中文大學、香港理工大學及香港都會大學的醫科、護理和專職醫療學系的學生，並成為香港醫學專科學院認可訓練中心之一。
葵涌醫院話劇團成立於 2001年，由葵涌醫院職員、病者家屬及社會人士組成，致力傳播反歧視及精神健康信息。

## 歷史
1960年代末起，香港政府於穿鼻山（九華山）開山平整土地以興建新荔枝角醫院及南葵涌醫院，葵涌醫院於1981年10月15日正式啟用，由香港總督麥理浩主持開幕禮。醫院原址是佛寺靜觀林和道堂青蓮洞。青蓮洞建於1947年，而靜觀林則於1938年遷至穿鼻山，於1973年遷到荃灣老圍。佛寺連接九華徑村的長樓梯仍保存至今。

## 重建
2013年2月27日，財政司司長曾俊華透過《2013年至2014年度香港政府財政預算案》宣佈，斥資80億港元重新興建葵涌醫院。重新興建後，葵涌醫院的病床數量將會由逾900張增加至約1,000張，新設病房將會參考青山醫院，按照病人不同病情設計，並且盡量增加私人空間。工程預料於2015年啟動，於2023年竣工。當中，第二期工程由瑞安建業承建，2019年尾動工。
葵涌醫院重建工程完成後以「治療村」作為設計理念，病床數量將由920張略增至1000張，並將集中九龍西聯網內的精神科服務，設有主座大樓以及兒童及青少年座，病房數目增至27間，並設有日間醫療中心。

### 重建工程圖集

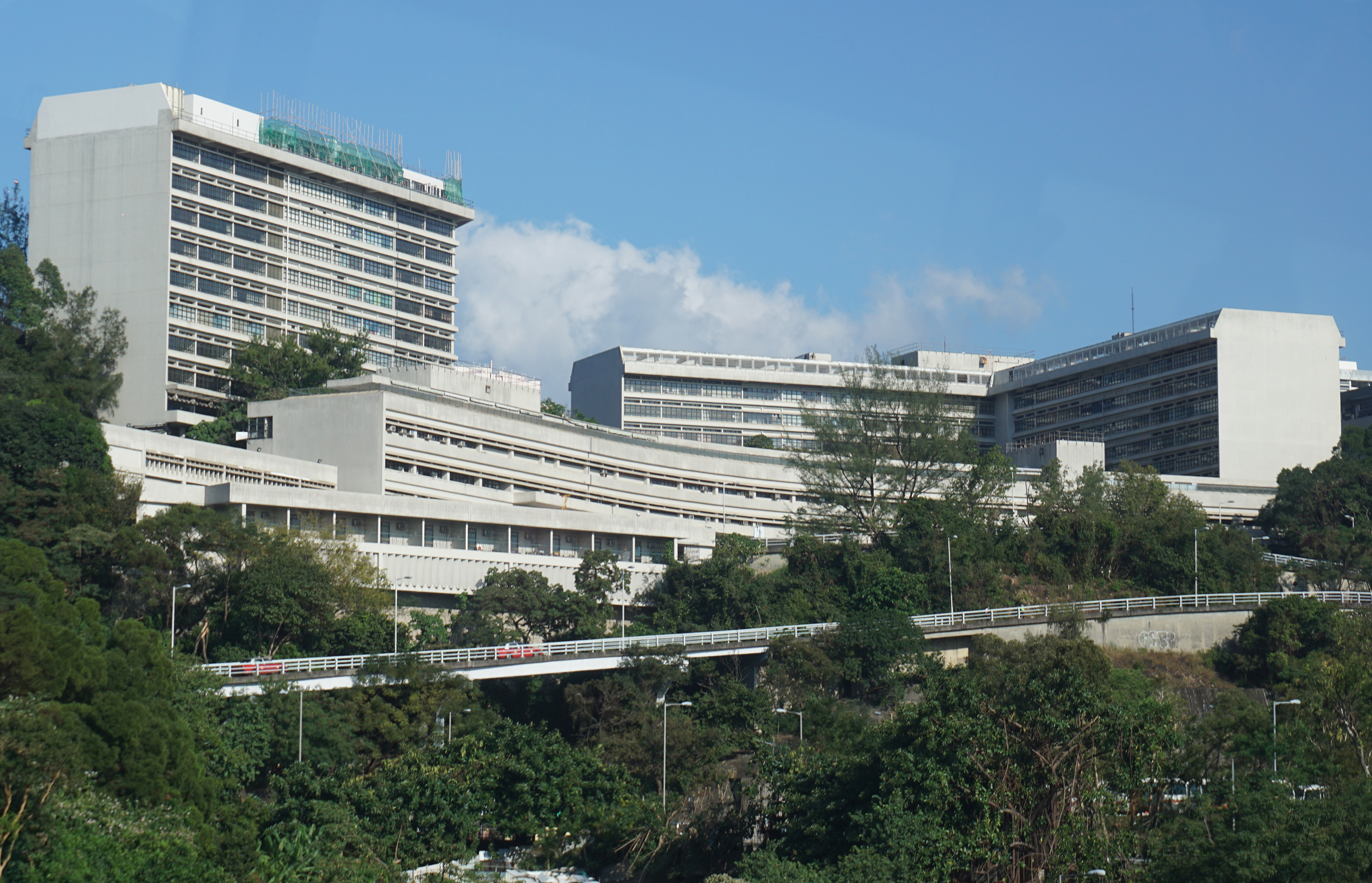
重建前，2018年
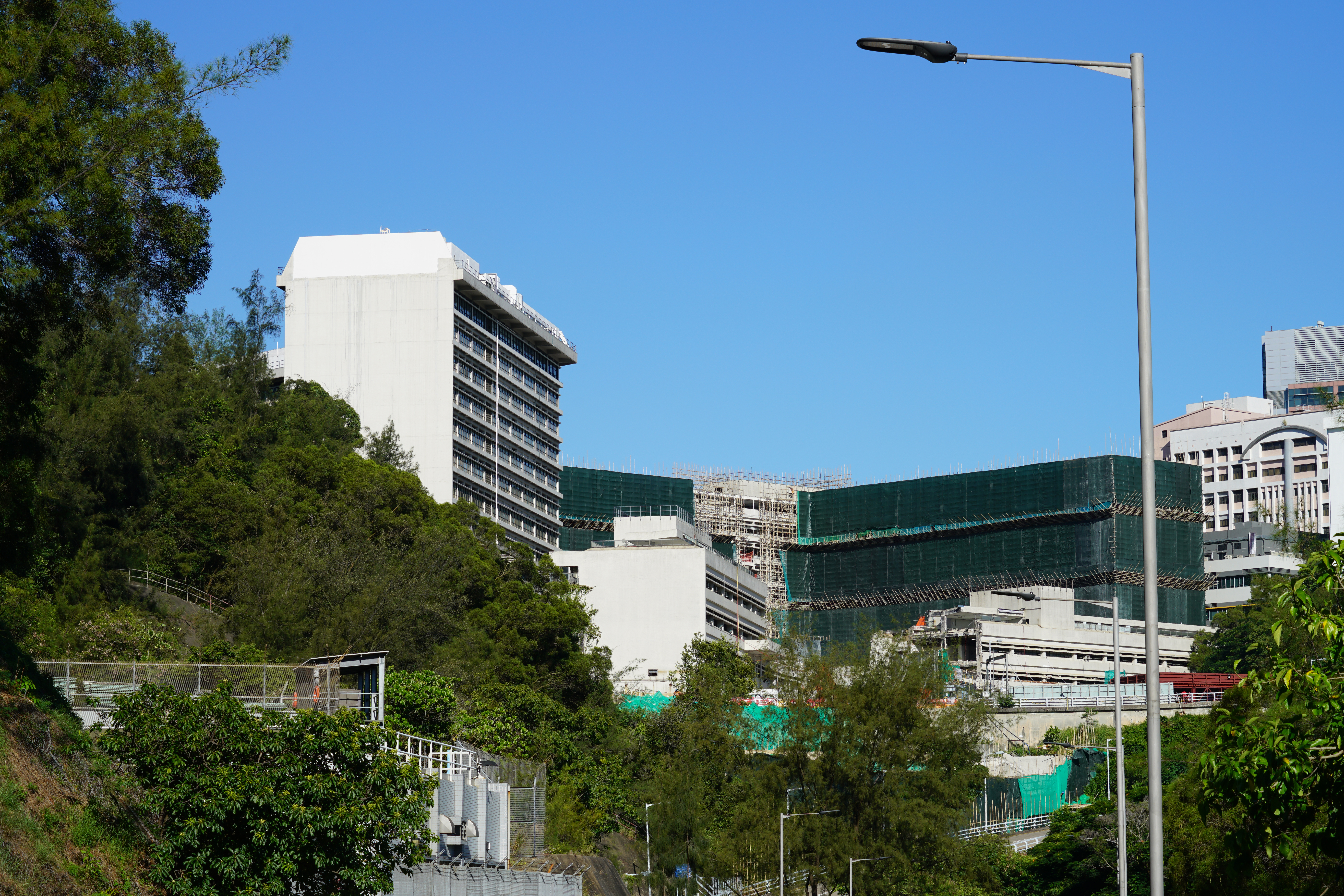
開始拆卸重建，2020年7月
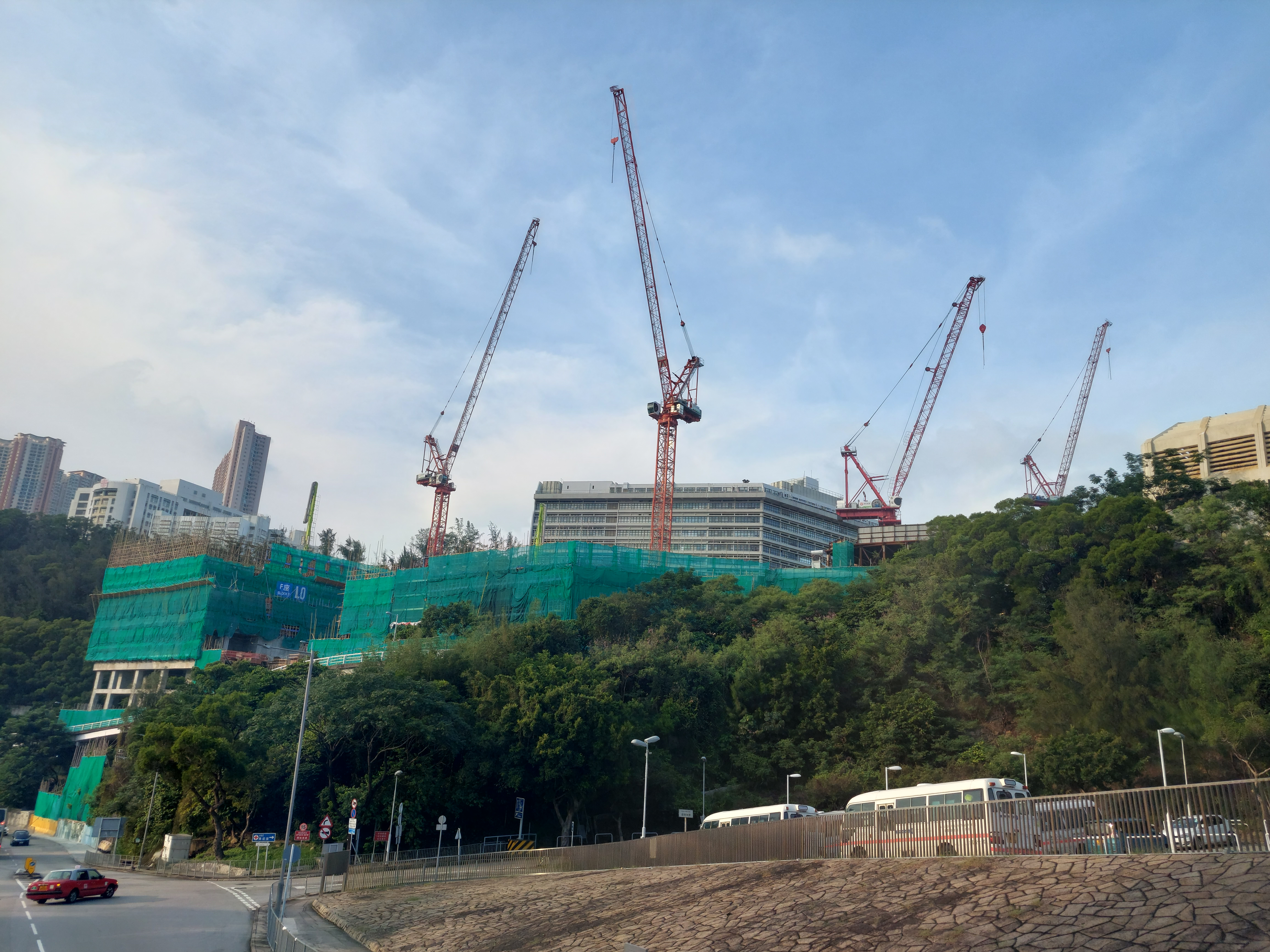
重建中，2022年8月
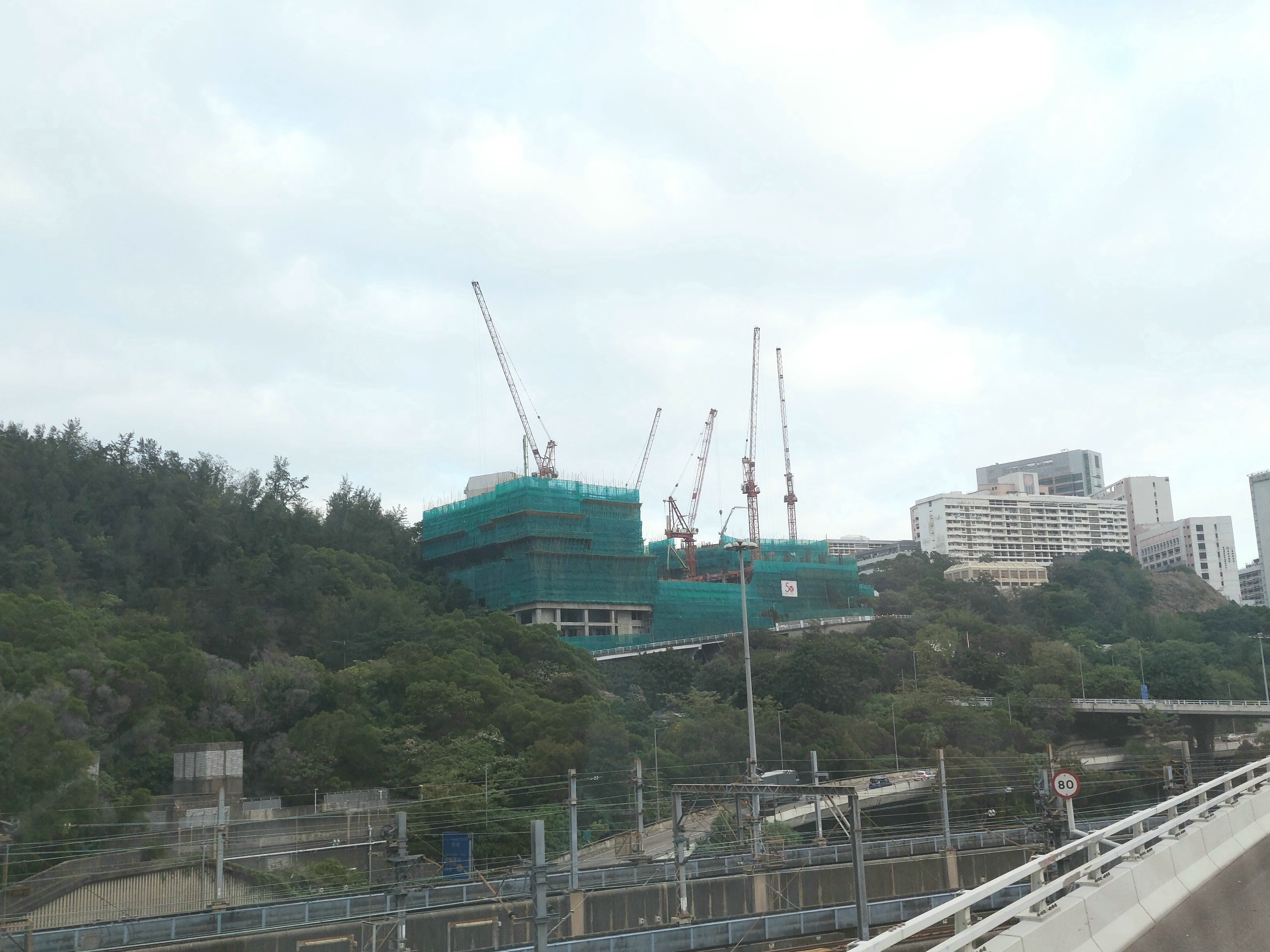
重建中，2022年11月
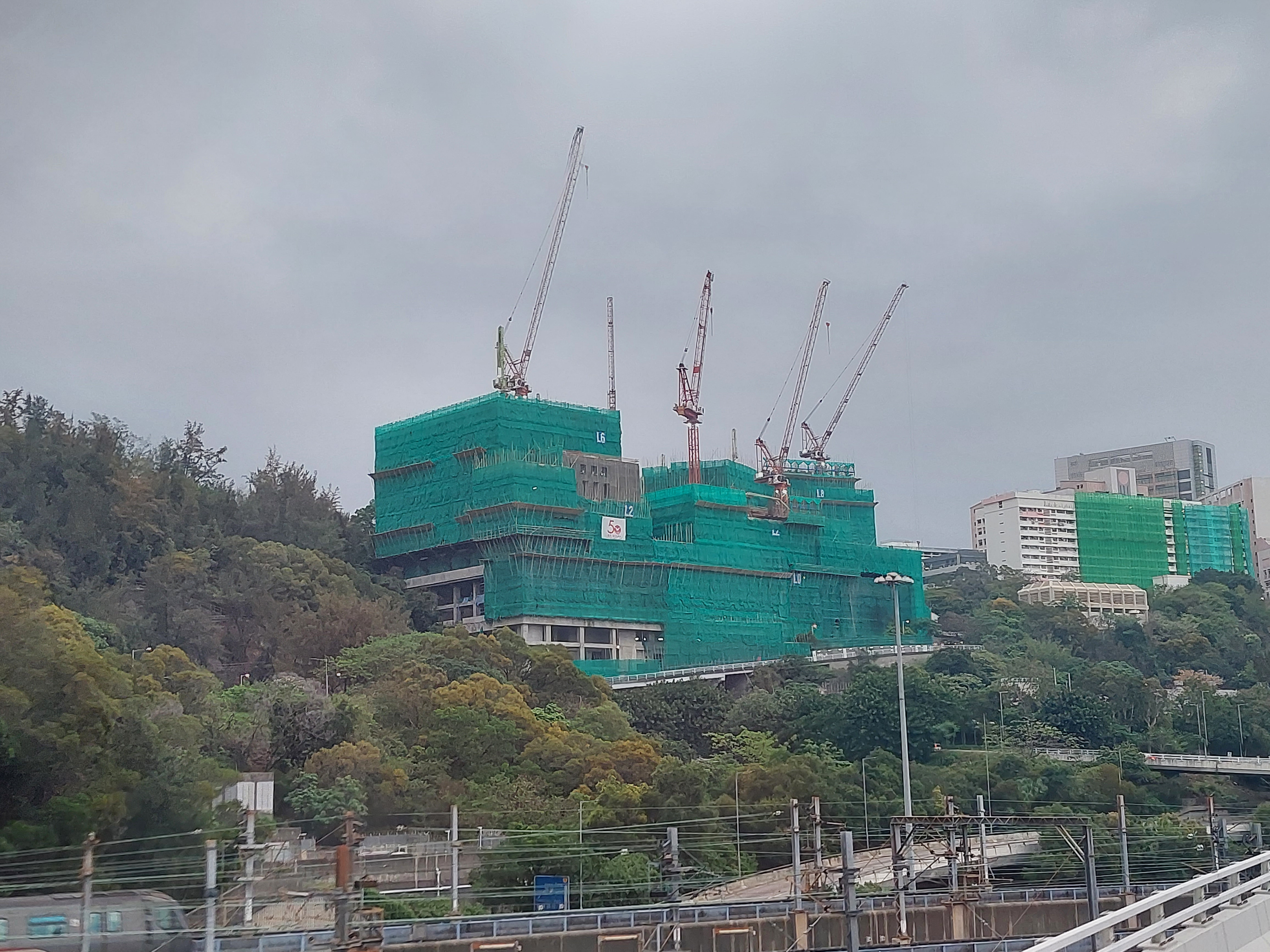
重建中，2023年4月
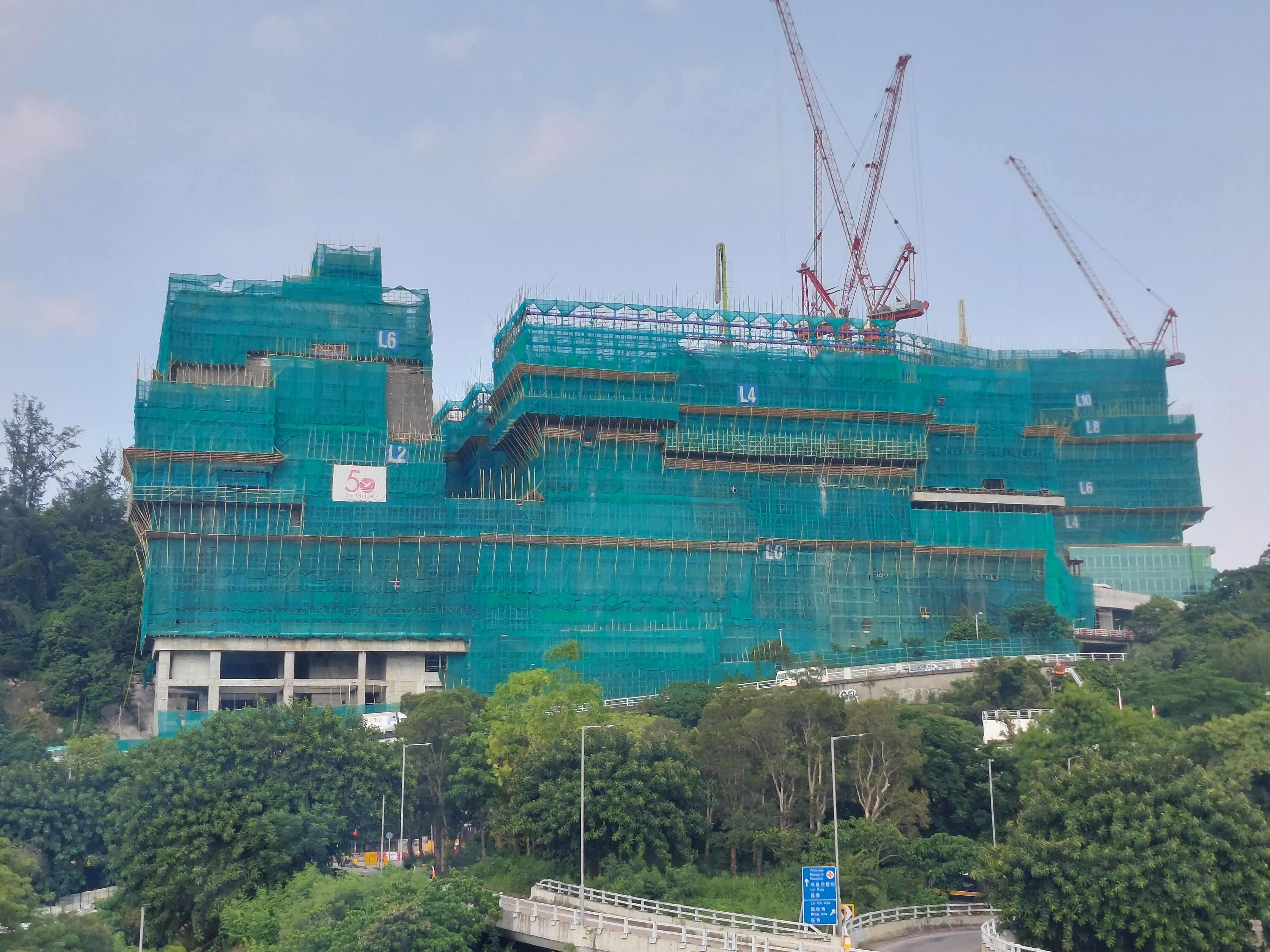
重建中，2023年7月
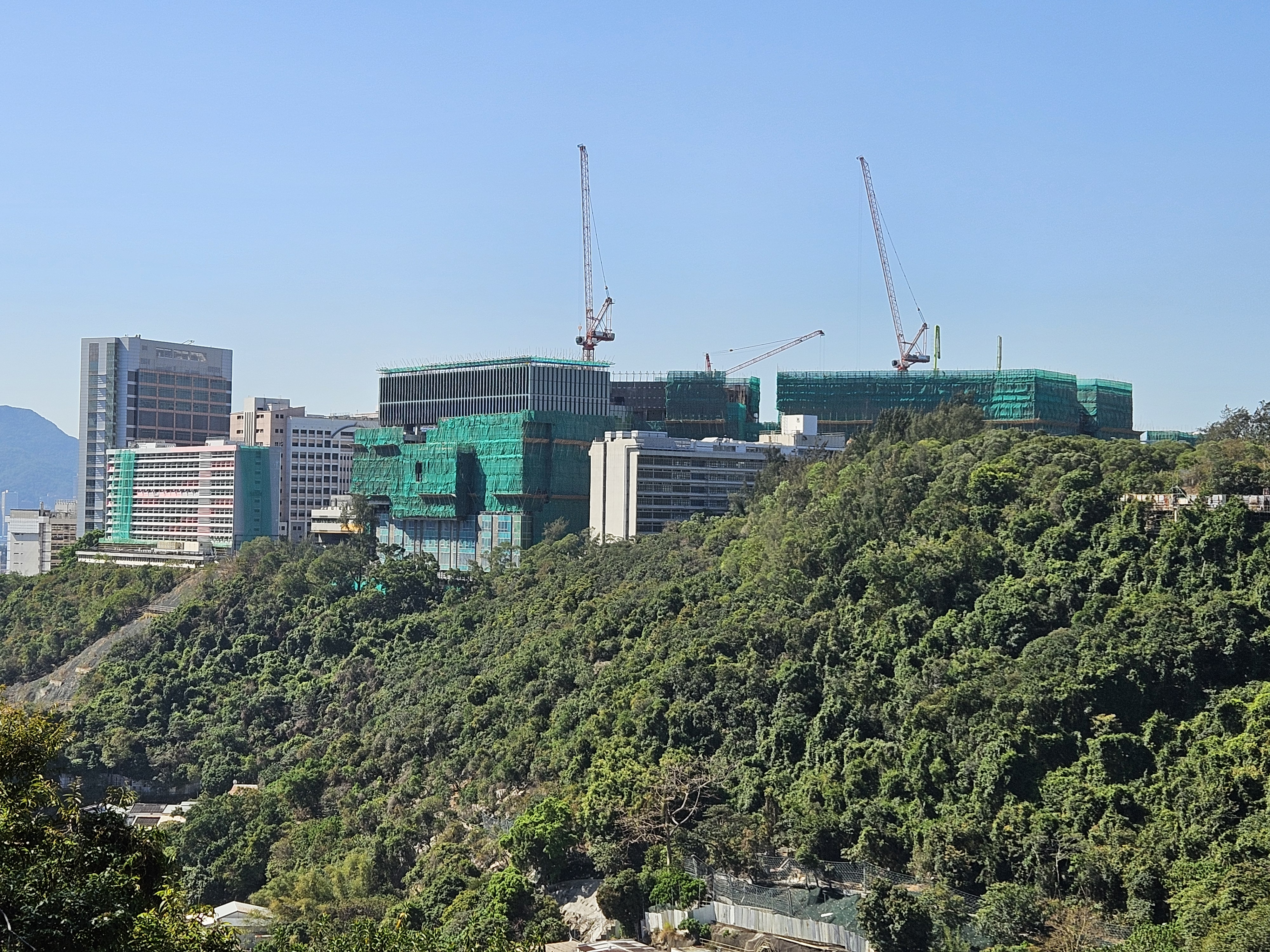
2024年3月
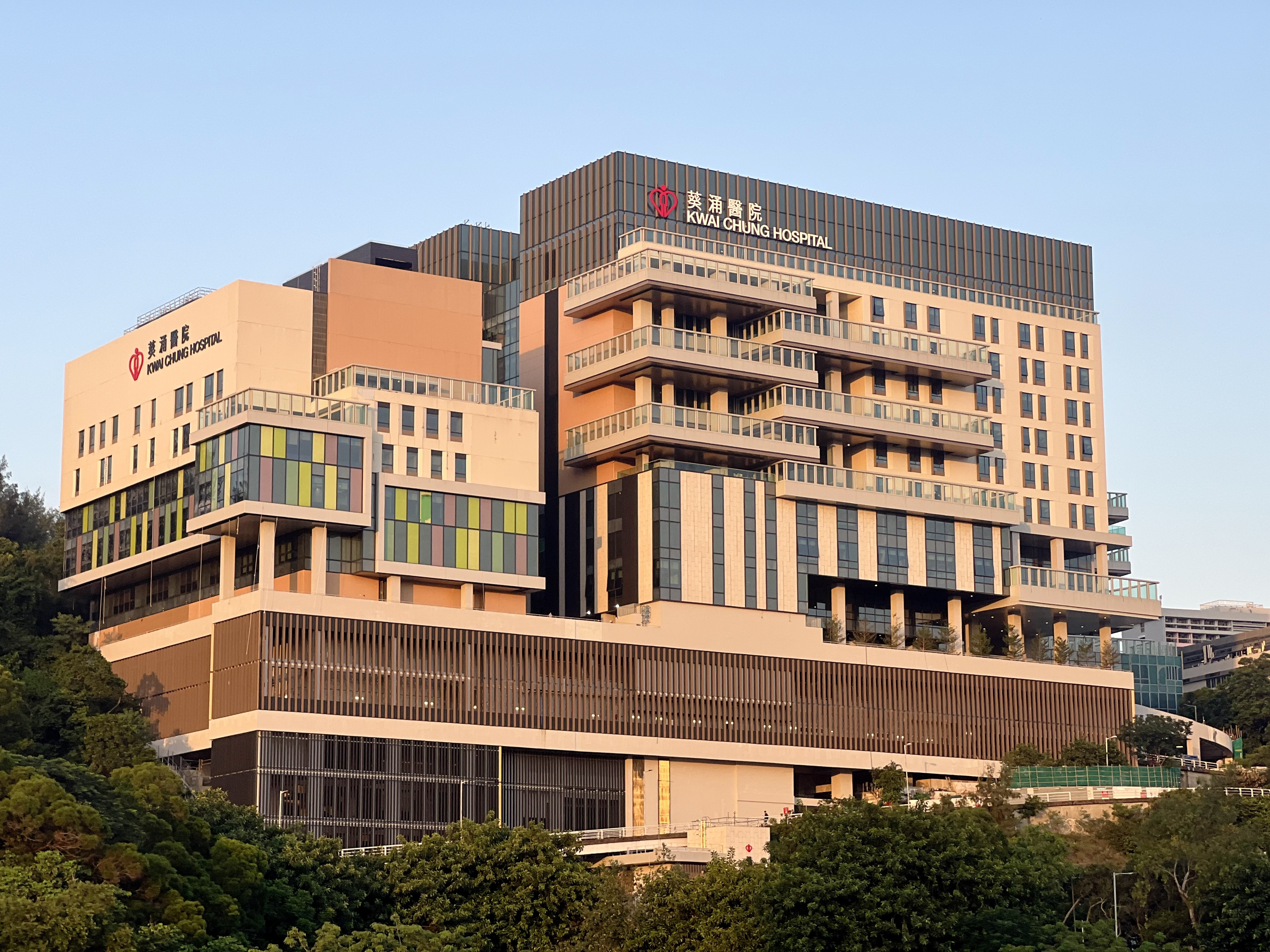
2025年8月

## 事件
2020年5月，一名曾患抑鬱的聾人因出現自殺傾向而入住葵涌醫院，但院方未有安排手語翻譯員或讓家屬探病，只表示事主可以出院。事主在出院不足24小時後於住所墮樓身亡。該名聾人的妹妹表示當時不同意醫生的出院安排。她指出醫生不停說他們溝通不到，但又未安排手語翻譯，要求該名聾人用紙筆溝通，但他只有小學學歷，紙筆溝通的能力有限。她又指出醫生沒有了解他的病況，又說他沒有幻覺，但他不停說見到鬼。儘管他需要服用三種藥物，他仍獲安排出院。然而，他回家後已出現撞牆、以剪刀自殘等行為，至翌日上午10時，他由住所墮下身亡。聾人機構「龍耳」創辦人邵日贊指出，在這次事件中反映了醫療體制對聾人支援不足的問題。未來，他們會繼續透過司法程序追究此事，並促請醫管局交代事件發生後是否改善了相關流程。在2023年7月3日，根據最新消息指出，曾經有一位手語翻譯員於2020年4月26日至5月6日期間，在葵涌醫院L6病房協助一位患有精神病的聾人與醫療團隊進行溝通。邵日贊在龍耳網站上公開呼籲尋找當時在葵涌醫院L6病房的手語翻譯員，相信該名手語翻譯員能夠為墮樓身亡的聾人案件提供重要資訊。
2023年3月8日凌晨約3時30分，醫院L座1樓兒童及青少年精神科病房的診症室發生假天花及石屎剝落事故，牽涉的範圍約為 1.5米乘1.5米，沒有人受傷，但傢俬及電腦器材損毀。醫管局表示會連早前發生的事故，要求各醫管局聯網的駐場設施管理組，就懸掛天花的醫療儀器、室內樓宇結構及樓宇外部進行檢查，目標在一個月內完成。

## 九龍西聯網其他醫院
- 瑪嘉烈醫院
- 仁濟醫院
- 明愛醫院
- 北大嶼山醫院

## 外部連結
- 葵涌醫院網頁 （页面存档备份，存于）